# 瓦爾波沃

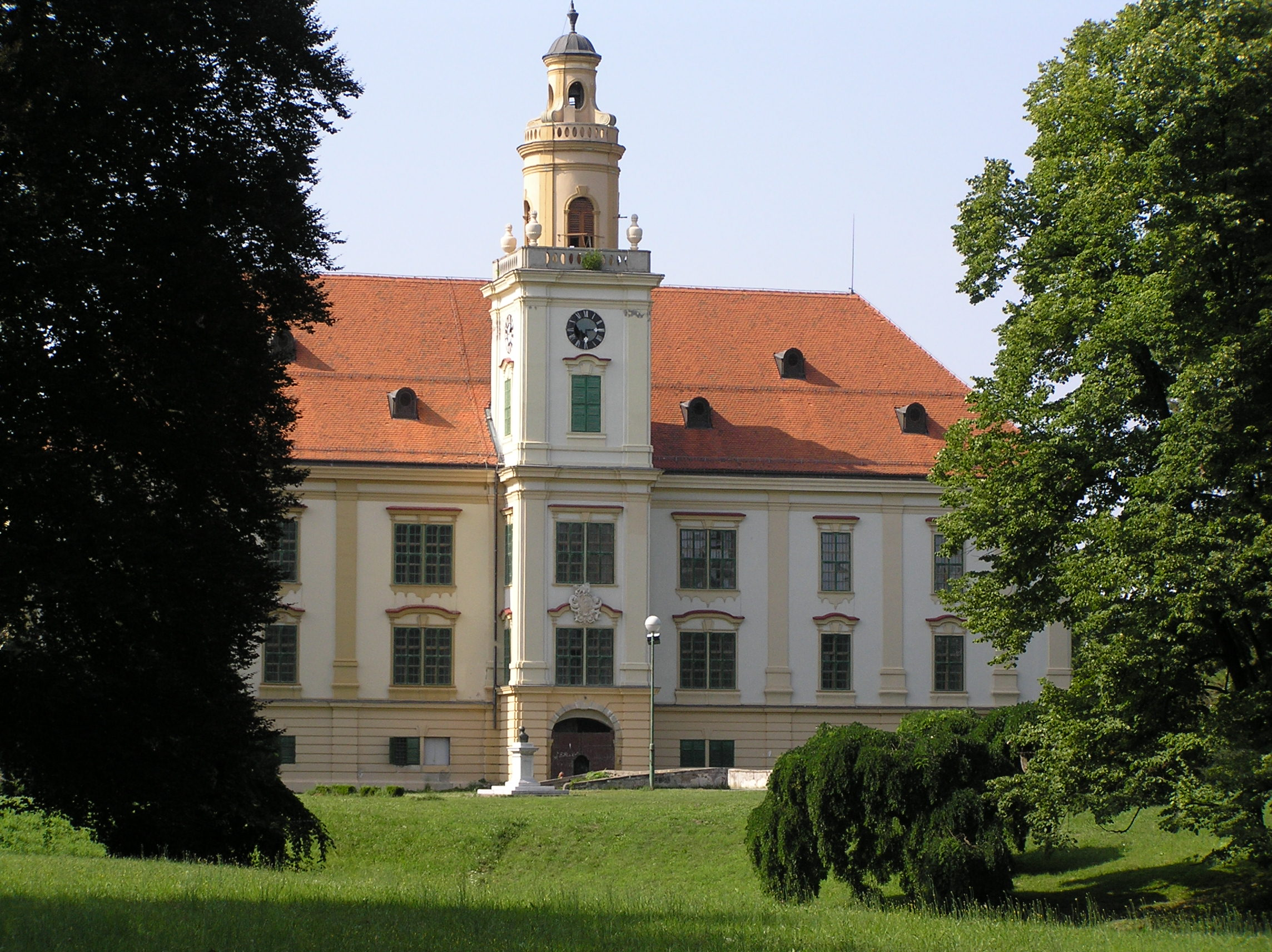

瓦爾波沃是克羅地亞的城鎮，位於該國東部，距離首府奧西耶克25公里，由奧西耶克-巴拉尼亞縣負責管轄，面積143平方公里，海拔高度91米，2011年人口11,570。

## 外部連結
- Official site （页面存档备份，存于）

45°40′N 18°25′E / 45.667°N 18.417°E